# José de la Quintana (político argentino)
José de la Quintana (San Salvador de Jujuy, 19 de mayo de 1810 - ibídem, 1881) fue un político argentino, que fue diputado al Congreso que sancionó la Constitución Argentina de 1853 y gobernador de la Provincia de Jujuy entre 1859 y 1861.

## Biografía
Se recibió de abogado hacia 1835 en Córdoba. Se desempeñó como procurador y Defensor de Pobres en su ciudad natal. Fue un opositor moderado al largo gobierno del caudillo Mariano Iturbe y fue elegido diputado nacional bajo el gobierno de su sucesor Pedro Castañeda, cargo que siguió ocupando durante algunos años. En 1851 fue candidato a suceder a Castañeda pero tras 9 votaciones ni él ni su oponente López del Villar alcanzaron los dos tercios de los votos exigidos y Quintana perdió el consiguiente sorteo. Fue ministro de gobierno del gobernador José Benito de la Bárcena.
En 1852 fue elegido diputado al Congreso Constituyente de Santa Fe; si bien participó en la votación para la sanción de la Constitución Nacional, no tuvo una actuación destacada en su discusión. Fue diputado nacional y posteriormente administrador de aduanas en la ciudad de Rosario. 
En 1859 fue elegido gobernador de la provincia, siendo nombrado por considerárselo neutral en un largo conflicto de poderes que había existido entre la Legislatura y el gobernador Roque Alvarado.
Su gobierno no se destacó por ninguna gestión en particular, y sólo llama la atención a los historiadores porque coincidió con la Batalla de Pavón y la dominación de las provincias argentinas por el partido de los aliados del gobernador porteño Bartolomé Mitre. Jujuy fue una de las pocas provincias que se adhirió a la nueva situación sin matices, de modo que Quintana – a diferencia de muchos otros gobernadores – pudo sostenerse en el gobierno hasta el final de su mandato. Hizo elegir para sucesor suyo a Pedro José Portal, un decidido partidario de Mitre.
Posteriormente fue diputado nacional suplente y titular desde el 13 de febrero de 1863 y diputado provincial por Humahuaca de 1864 a 1866. Fue vicepresidente primero de la Cámara en 1862, 1864, 1865 y en 1866 presidió la convención constituyente provincial. 
Fue presidente del Superior Tribunal de Justicia en 1869, administrador del tesoro en 1871, organizador y primer gerente de la sucursal del Banco de la Nación en Jujuy desde 1873, Jefe de la Oficina de Estadística de la provincia en 1874 y en 1879 fue elegido nuevamente diputado provincial por Cochinoca y por San Pedro desde 1880 hasta su muerte. Fue presidente del Banco de la Provincia de Jujuy.
En 1881 se desempeñó también como fiscal general de la provincia. Falleció en Jujuy el 21 de septiembre de 1881.